# Clube de Esportes União
Clube de Esportes União is een Braziliaanse voetbalclub uit Campo Grande in de staat Mato Grosso do Sul.

## Geschiedenis
De club werd opgericht in 1998 en debuteerde dat jaar in de hoogste klasse van het Campeonato Sul-Mato-Grossense. Na een plaats in de middenmoot in het eerste seizoen bereikte de club in 1999 de halve finale om de titel, die ze verloren van Ubiratan. De volgende jaren eindigde de club in de onderste regionen van de rangschikking. Na een degradatie in 2004 duurde het drie jaar vooraleer ze opnieuw een promotie konden afdwingen. Bij de terugkeer in 2008 plaatste de club zich wel nog voor de tweede ronde, maar werd daar laatste. In 2009 miste de club de tweede ronde, maar na een gedeelde laatste plaats in 2010 volgde een nieuwe degradatie. Nadat ze het volgende seizoen in de tweede klasse ook laatste werden trok de club zich terug.
In 2017 keerde de club terug naar de hoogste klasse onder de naam União-ABC.